# 자란초
자란초(紫蘭草, Ajuga spectabilis)는 여러해살이풀로 짧게 기는 밑부분으로부터 20-30cm 정도의 줄기가 곧게 뻗어나와 있다. 잎은 긴 달걀 모양이며, 마주 달려 있다. 꽃은 자색으로, 5-7월경이 되면 줄기 끝에 원기둥 모양의 이삭을 이루면서 달린다. 주로 들에서 자라며, 한반도 각지에 분포하고 있다. 꽃이삭은 건조시켜 이뇨제로 이용한다. 꿀풀에는 약효가 있어 급성황달형 간염에 복용하면 황달이 없어지고 간기능이 정상으로 회복된다. 또, 안과 질환에도 이용되고 두통과유방염·결핵성 임파선염 및 간기능 장애로 인한 고혈압에도 효과가 있으며, 흉막염이나 폐결핵에도 치료 효과가 인정되고 있다.